# バーブ教

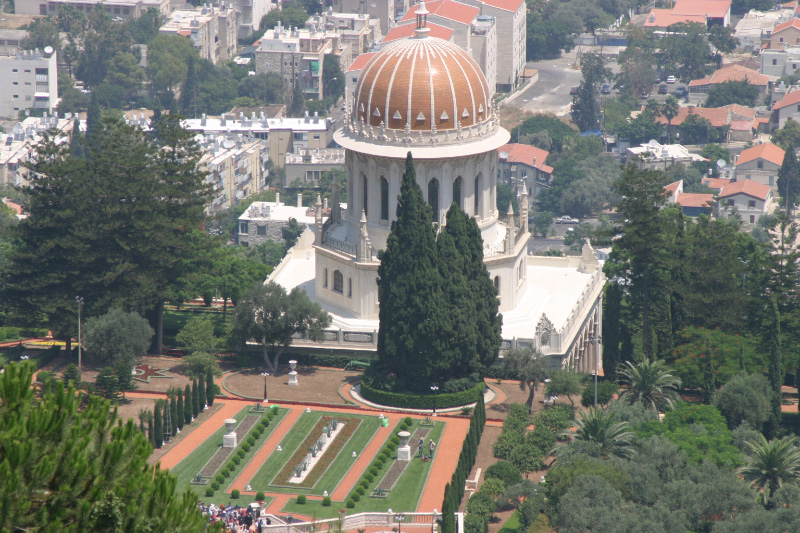
ハイファにあるバーブの霊廟

バーブ教（バーブきょう、بابی ها）は、イランなどに分布したイスラム教の流れを汲む一神教である。バーブとはアラビア語で門という意味である。1840年代にバーブ（ミールザー・アリー・モハンマド）によりイランで十二イマーム派シーア派の一派シャイヒー派から起こったが、のちにシャリーア（イスラーム法）の廃止を宣言するなどしたため、一般にはイスラームの枠外とされて1850年代末には徹底的弾圧を受けた。これを逃れた教徒の一部はバハイ信教へと発展する。一方、現在バーブ教を称する一派はアザリー派とも呼ばれ今もイランに残るという。
なお、発祥の地であるイラン・イスラーム共和国では、バーブ教の存在、信仰は、現在違法であるとされている。

## 教義
バーブ教は十二イマーム派シーア派の一派シャイヒー派からおこったため、当初の中心的教義はシャイヒー派に近いものであった。終末と救世主の出現・イマームの再臨は間近であるとして、終末にのぞむためにもコーランを尊重し、シャリーアの厳格な遵守をなすべきだというものである。この時点でのシャイヒー派との若干の相違点はミールザー・アリー・モハンマドが「バーブ」（アラビア語で「門」の意）であるとした点を強調したことにある。十二イマーム派シーア派におけるバーブとは、隠れイマームと直接霊的交信が可能な者のことで、小ガイバ中の四人の代理者がよく知られている。シャイヒー派ではこれを「完全シーア信徒」といい、バーブ教ではアリー・モハンマドをこれに擬したのである。しかし、のちにバーブの主張はより強いものとなった。1848年には自らイマームの再臨（ガーエム）であるとして、シャリーア廃止を宣言した。「コーラン」にかえて自らの預言「バヤーン」を新たな啓典としたのである。バーブ教がイスラームと決定的に袂を分かったのはこの時だったといえよう。

## 歴史

### バーブと集団の形成
バーブは、1819年シーラーズのサイイド（ムハンマドの子孫とされる人びと。ペルシア語ではセイイェド）家系の商人の家に生まれた。本名をミールザー・アリー・モハンマドという。1840年頃にはカルバラーで学び、シャイヒー派の影響を受けるようになる。1843年シャイヒー派指導者セイイェド・カーゼム・ラシュティーが没すると、シャイヒー派に混乱が起こるがこれを受けてアリー・モハンマドは1844年5月12日、自らがバーブであると宣言した。同時にラシュティー死後の指導者を求めるシャイヒー派のモッラー・ホセイン・ボシュルーイーがバーブ宣言を認知し、ここにバーブを中心とする集団が出現することになる。
そののち、集団の中核にボシュルーイーをはじめとする19人の「生ける文字」を形成して各地のシャイヒー派に派遣、宣教につとめる。
「生ける文字」の一人アリー・バスターミーはアタバートで1844年夏以降宣教し、ウラマーらの面前でマフディーの到来など過激な言辞をはいてオスマン帝国当局、ウスーリー派ウラマーの反発を招き、審問されている。また同じくボシュルーイーはエスファハーン・テヘランを経由してホラーサーンでの宣教につとめている。この時期の宣教はシャイヒー派ネットワークに乗せておこなわれたものといわれる。
1845年1月、バーブはイマームの再臨の予兆を宣言して、信徒らにカルバラーに集うよう呼びかけた。自身も1844年9月にメッカ巡礼へと出発するが、バスターミーの有罪判決など状況の悪化によりカルバラーには入れず、1845年7月シーラーズに戻り軟禁される。1846年9月には町の混乱に乗じてエスファハーンに逃れ太守の保護下に置かれるが、太守死後1847年2月ガージャール朝政府によって逮捕され、テヘランでのモハンマド・シャーとの会見ののちアゼルバイジャンのマークーに送られた。1848年、さらにタブリーズへ移され、法廷において自らがイマームの再臨（ガーエム）であると宣言。虐待を受ける。1850年、処刑された（en:Execution of the Báb）。

### バーブ教諸蜂起

#### バダシュトの会合
1848年初夏、ホラーサーンの街シャールード近郊の村バダシュトにおける主立ったバーブ教徒80人が会合をした。ちょうどバーブのガーエム宣言直後にあたる。
「生ける文字」の一人ゴッラトルエインの主導により、バーブの救出とシャリーアからの離脱を決定した。このとき彼女は、バーブに従いシャリーアに従わない以上もはやヘジャブは必要ないとして髪の毛を現したままの姿であったという。のちに女性平等の教説などにつながるが、この過激な主張により、保守的なシャイヒー派をはじめとする多くの人びとが離脱。バーブ教と渾然一体となっていたタブリーズなどのシャイヒー派は急速にバーブ色を薄めることになる。
このバダシュトの会合が諸叛乱のはじまりであった。

#### シェイフ・タバルスィー蜂起
1848年10月～49年5月。「生ける文字」ボシュルーイーらがバーブの救出を目標にマシュハドにて旗揚げ。黒旗を掲げて武装バーブ教徒700名でカルバラーに向かう。マーザンダラーンのバールフォルーシュで住民と衝突、付近のシェイフ・タバルスィー廟を要塞化し立てこもる。数度にわたる討伐を退けるが、最終的には鎮圧される。ボシュルーイーらは戦死し教団中心に打撃をうけた。
この事件を境に、ガージャール朝政府は高位ウラマーの非難にもかかわらず無関心でいたバーブ教への態度を改め、叛乱者と認識した。参加者もシーア派三代イマーム・ホセインの「カルバラーの悲劇」と自らを重ね合わせていたことを示す史料もあり、熱狂的信者の存在が認められる一方で、シェイフ・タバルスィー廟という森の中の聖者廟というロケーションから、土俗的信仰を持つ集団とのかかわりも想定される。

#### ネイリーズ蜂起
1850年5月、6月。ファールスの街ネイリーズでの都市蜂起。指導者はアーガー・セイイェド・ヤフヤー・ダーラービー。おおむね1000人程度が参加した。ダーラービーがヤズドからネイリーズに赴き宣教を開始すると、すぐに一街区が改宗した。もともと都市民の一部と支配者は対立関係にあり、ダーラービーによって対立が激化、蜂起に至った。ネイリーズ郊外の城塞を占拠したが、ファールス太守の軍により二ヶ月で鎮圧された。1853年初には都市支配者がバーブ教徒に暗殺され、小規模な蜂起が再び発生している。

#### ザンジャーン蜂起
1850年5月から51年1月まで。イラン北西部ザンジャーンでの蜂起。元アフバーリー派のウラマーでホッジャトルエスラームであったモッラー・モハンマド・アリー・ザンジャーニーが指導。2000人程度の参加と見積もられる。要塞への立てこもりと長期にわたる包囲戦ののち鎮圧される。実態はあまりよくわからないが、その後のバーブ教徒の間では、蜂起にいたる以前の太守の横暴・暴虐、および包囲戦での苦闘・殉教、その後の弾圧などはさまざまな形で伝説化された。

#### シャー暗殺未遂事件
1852年8月15日。ゴッラトルエインら3人がイラン君主ナーセロッディーン・シャーの暗殺を試みて失敗。下獄、拷問ののち殉教した。この事件によってガージャール朝政権／社会はバーブ教を完全に敵視し、バーブ教は大弾圧により壊滅的打撃を受けた。

### その後のバーブ教
大弾圧によりバーブ教徒の中心はオスマン帝国領バグダードへ追放され、オスマン帝国によってさらに各地へ移され、国内のバーブ教は壊滅状態に陥った。このときイランを離れたバーブ教徒に、ガージャール朝貴族でのちにバハイ教をおこすバハーウッラーと、ソブヘ・アザリーの兄弟もいた。バハーウッラーらがバハイ教へと発展する一方、アザリーを中心としてバーブ教の教義を守る人びとも出てくる。彼らがアザリー派である。
そもそもはアザリーがバーブの後継者とされていたが、アザリーが従来の政治的行動主義を維持しようとするのに対し、バハーウッラーらは政治的活動主義から離れ内向的宗教生活を重視して分裂した。この政治的活動主義から、イラン立憲革命期にいたる著名なイランの自由主義者・立憲主義者には、バーブ教と関わりがあると疑われる人びとが少なくない。政治的な弾圧が徹底するほどイランにおけるアザリー派はシーア派伝統のタキーヤにのっとり表向き十二イマーム派信徒として振る舞うことを余儀なくされ、活発な活動は影をひそめてゆく。現在バーブ教徒を名乗るのは、このアザリー派の人びとである。
バーブ教はその後も禁圧を受け、イスラーム革命後のイランでも違法となっているが、今もイランを中心に1000-2000人の信者がいるとされる。イラン政府によるバーブ教への対応は国際社会から人権問題として指弾されたこともある。また海外のイラン人コミュニティでもバーブ教コミュニティがある。

## バーブ教の歴史的意義

### シーア派の中でのバーブ教
シャイヒー派は、シーア派がウスーリー派によって制度化・法制化されてゆくなかで、従来のシーア派の内在的傾向を強調した。イマームの「隠れ」中であっても「完全なるシーア派信徒」はイマームから流出する知識を受けうるとする。これはイマーム不在時における「理性による法解釈」の執行者として権威を持つウスーリー派ムジュタヒドの基盤を掘り崩すものであり、アフバーリー派の覆滅後ウスーリー派へのアンチテーゼとして強い影響力を持った。さらに、18世紀末イランにおいてはスーフィズム・イマーム復活論が全般的高まりつつあった。
これを背景に、バーブ教はシャイヒー派のイマーム復活、マフディー到来を予感させる教説を受け継いだといえる。ヒジュラ暦1261年は第12代イマームのガイバから1000年である。これに従ってマフディー降臨説を流布・利用したのはその例である。同時に、諸蜂起指導者が「ジハード」という言葉を用いたということも重要で、マケインはバーブ教徒が千年至福説的モチーフを利用していたとの指摘をしている。宣教においても既存のシャイヒー派ネットワークを用いており、バーブ教はシャイヒー派を受け継ぐものであったといえよう。

### 社会情勢とバーブ教参加階層
19世紀後半のイランは、社会的混乱、金銀の流出、それに伴う物価高騰、対外的には度重なる敗北という状況にあり、これに対して弱体なガージャール政府は有効な対抗手段を持たなかった。このような状況への不満が、イマーム再臨の千年至福説と結びつき、バーブ教に活力を与えたというのは定説となっている。
バーブ教諸叛乱をさして、ソ連のイラン史家イワノフは、19世紀の外国製品流入による社会変動にともなう都市低所得層と農民による反封建運動という見方を示した。その後の論考もバーブ教の教義の社会革命的革命性については保留しつつも、重い租税に対する未発達な農民戦争であり、イラン国内の内部矛盾に基づく市民派運動として扱われる。
しかし1980年代以降、このような見方は否定されつつある。モーメンは、諸蜂起参加者において名前の分かるものを分析したところ、その出身階層と地方にほぼ偏りはなく一部階層を中心とした運動とは考えにくく、むしろ有力宗教指導者の改宗にしたがって支持者も改宗したのだ、とした。近藤はシェイフ・タバルスィー蜂起における地縁的結合を重視する。アマーナトは没落しつつある商人・職人・下級役人を中心と考え、黒田は蜂起参加者に占める下級ウラマー（モッラーら）の割合から、バーブ教はその千年王国思想ではなく、上級ウラマーへの反感を下級ウラマーと共有することで運動を展開させえたと考える。
またネイリーズ、ザンジャーンに顕著な地方政治における対立で利用されたという指摘もある。もともと政治的対立構図にある集団の一方が対抗的にバーブ教に改宗するというパターンである。モガッダムはバーブ教徒そのものの思想的統一性に疑問を呈し、ガージャール朝への反抗意識自体もかなりの幅があると考えている。その意味で体制派が、反対派を非難するときに「バーブ教徒」は常套句となっており、バーブ教そのもののイランでのあり方の実際をわかりにくくしている。また主要な研究者がバハイ教徒であり、やや研究に偏りが見られる点も否定できず、一方で、イラン国内のバーブ教関連史料へのアクセスは非常に困難で、また史料自体の散逸も多く、全体像のとらえにくいテーマとなっている。